# NGC 1922
NGC 1922 (również ESO 56-SC103) – gromada otwarta znajdująca się w gwiazdozbiorze Złotej Ryby, w Wielkim Obłoku Magellana. Odkrył ją John Herschel prawdopodobnie w listopadzie 1834 lub w grudniu 1835 roku.